# Magnolien
Die Magnolien (Magnolia) sind eine Pflanzengattung in der Familie der Magnoliengewächse (Magnoliaceae). Sie enthält über 350 Arten, die alle aus Ostasien oder Amerika stammen. Die Gattung wurde nach dem französischen Botaniker Pierre Magnol (1638–1715) benannt.
Einige Magnolien-Arten und ihre Sorten sind beliebte Ziergehölze, darunter die Tulpen-Magnolie, die in Deutschland nicht selten einfach als „Magnolie“ bezeichnet wird.

## Beschreibung

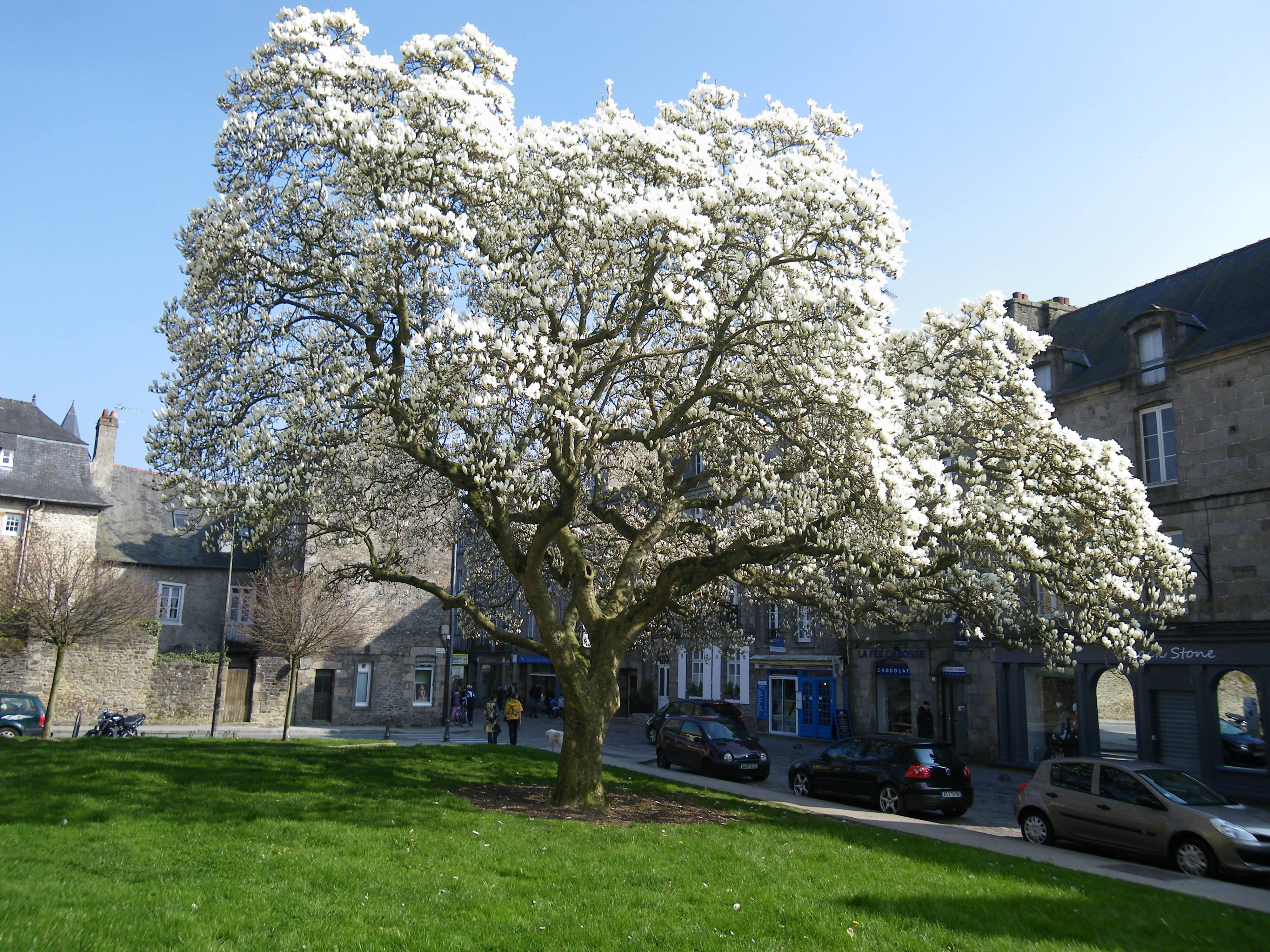
Magnolie in der Stadt Dinan, Frankreich

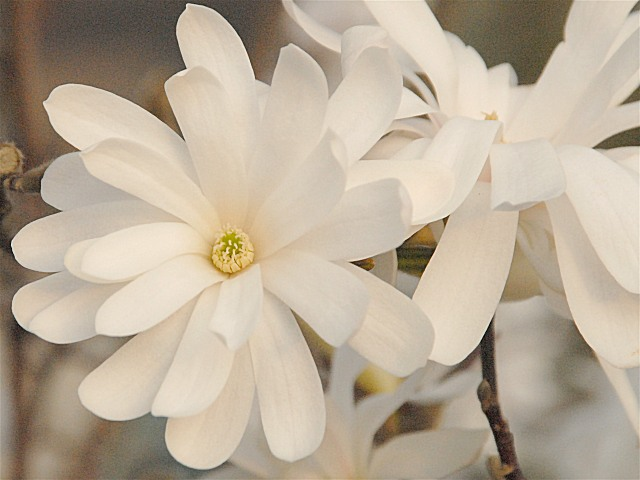
Blüten der Stern-Magnolie (Magnolia stellata)

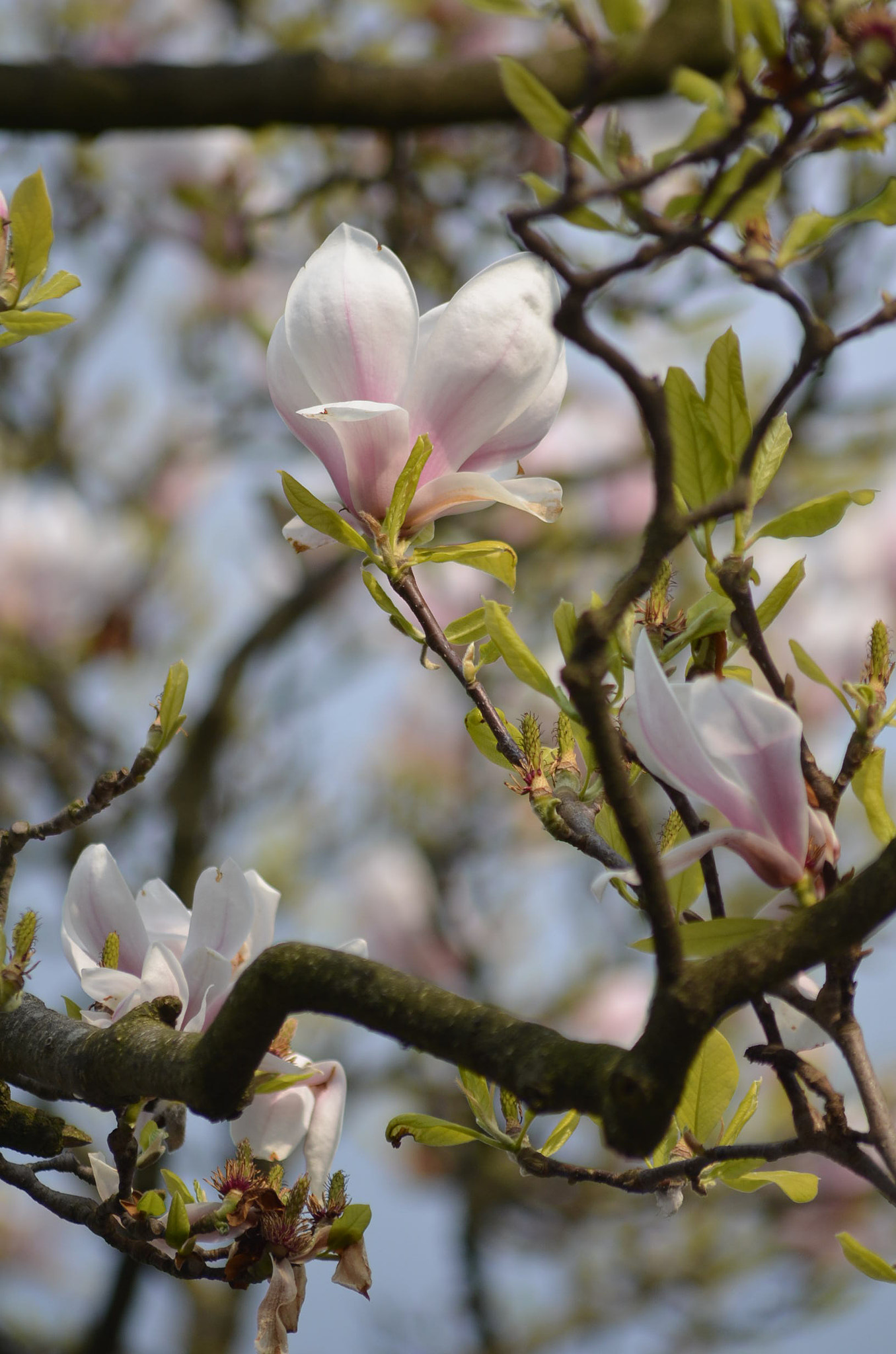
Ast einer Tulpen-Magnolie

### Vegetative Merkmale
Magnolien-Arten sind Sträucher oder Bäume, die sommer- oder immergrün sind. Die Laubblätter sind wechselständig angeordnet, manchmal an den Enden der Zweige gehäuft. Die Blattspreite ist immer einfach und der Blattrand ist glatt. Nebenblätter sind vorhanden und fallen bald nach dem Entfalten des zugehörigen Blattes ab. Die Form der Nebenblätter ist ein wichtiges Bestimmungsmerkmal der Magnolien.

### Generative Merkmale
Viele Magnolien sind protogyn, also vorweiblich. Die Blüten sitzen meist einzeln, endständig an den Zweigen, seltener auch an Kurztrieben in den Blattachseln. Die Blüten werden bei einigen Arten schon in der vorhergehenden Vegetationsperiode angelegt und blühen im Frühling auf, bevor die ersten Blätter erscheinen, was die Pflanzen als Ziergehölze besonders attraktiv macht. Die zwittrigen, meist duftenden Blüten sind azyklisch aufgebaut, das heißt, sie sind nicht in Blütenblattkreise gegliedert, und die Blütenblätter stehen nicht in Wirteln zusammen, sondern alle Blütenteile stehen schraubig angeordnet an einer Blütenachse. Pro Blüte gibt es viele (6 bis über 15), oft gleichgestaltete Blütenhüllblätter, viele Staubblätter und viele oberständige, meist freie Fruchtblätter (in unbestimmter Anzahl).
Im Falle erfolgreicher Bestäubung entstehen an der verlängerten Blütenachse, schraubig angeordnet, viele balgförmige Früchtchen in einer Sammelbalgfrucht. Deren Samen, mit meist einer farbigen Sarkotesta, hängen meist an langen, zähen Fäden (Funiculus) aus der reifen „Frucht“ herunter.
All dies sind sehr ursprüngliche Merkmale.
Giftstoffe, Wirkung und Symptome:
Magnolien gelten als nur leicht giftig, das Alkaloid Magnoflorin findet sich hauptsächlich in der Rinde und im Holz. Vergiftungserscheinungen können Haut- und Schleimhautblasen sowie Krämpfe sein.

## Bestäubung
Magnolien-Arten werden durch Käfer bestäubt. Die Gattung reicht bis in die Kreidezeit (über 100 Mio. Jahre) zurück.

## Gefährdung
Die Bournemouth University teilte am 4. April 2007 mit, die Rote Liste der Magnoliengewächse führe 132 von insgesamt 245 Arten als gefährdet. Als Hauptursachen der Bedrohung werden die Zerstörung der natürlichen Lebensräume der Magnolien für die Landwirtschaft sowie deren übermäßige Ausbeutung angesehen.

## Nutzung
Magnolien werden vor allem aufgrund ihrer großen, auffälligen Blüten als Ziergehölze sehr geschätzt. Einige Arten wie Magnolia officinalis werden arzneilich in der Traditionellen chinesischen Medizin verwendet oder dienen als Nahrungsmittel, so die Arten Magnolia cylindrica und Magnolia hedyosperma. Das Holz der Magnolia obovata wird in Japan für die traditionelle Herstellung von Schwertscheiden und -griffen verwendet.

## In Mitteleuropa kultivierte Arten und Hybriden

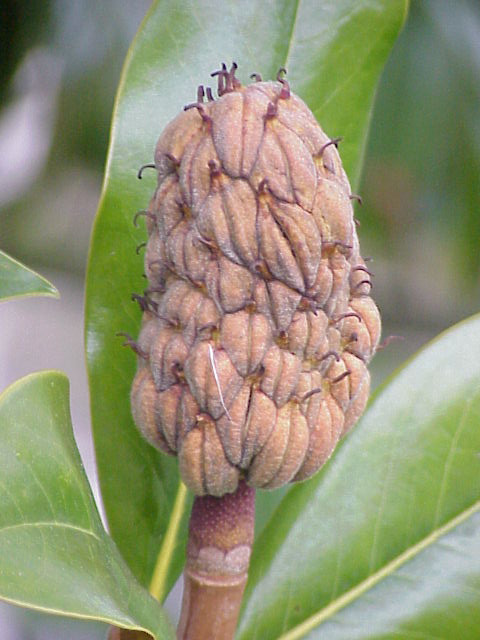
Untergattung Magnolia Sektion Magnolia: Immergrüne Magnolie (Magnolia grandiflora)

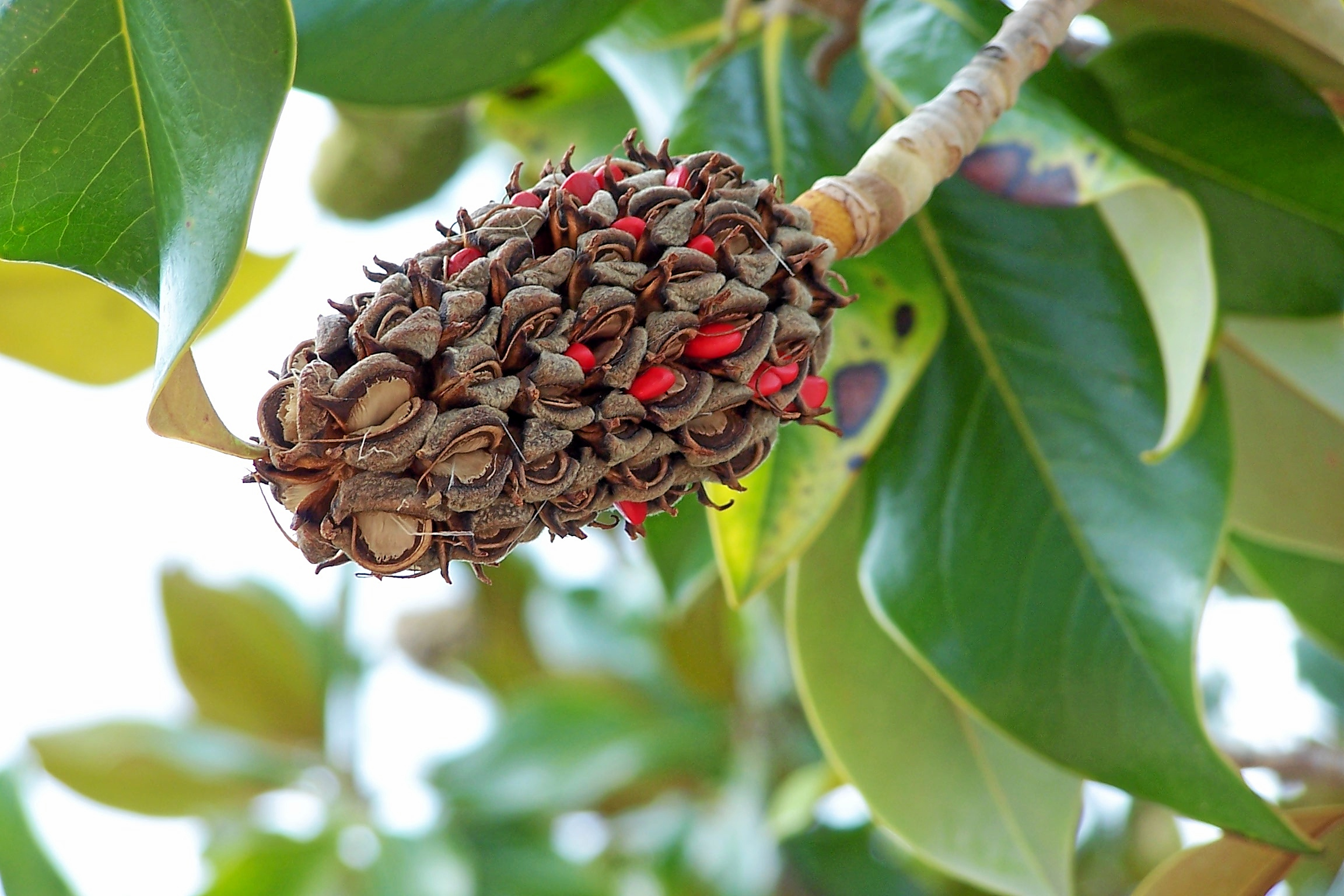
Untergattung Magnolia Sektion Magnolia: „Fruchtzapfen“ der Immergrünen Magnolie (Magnolia grandiflora)

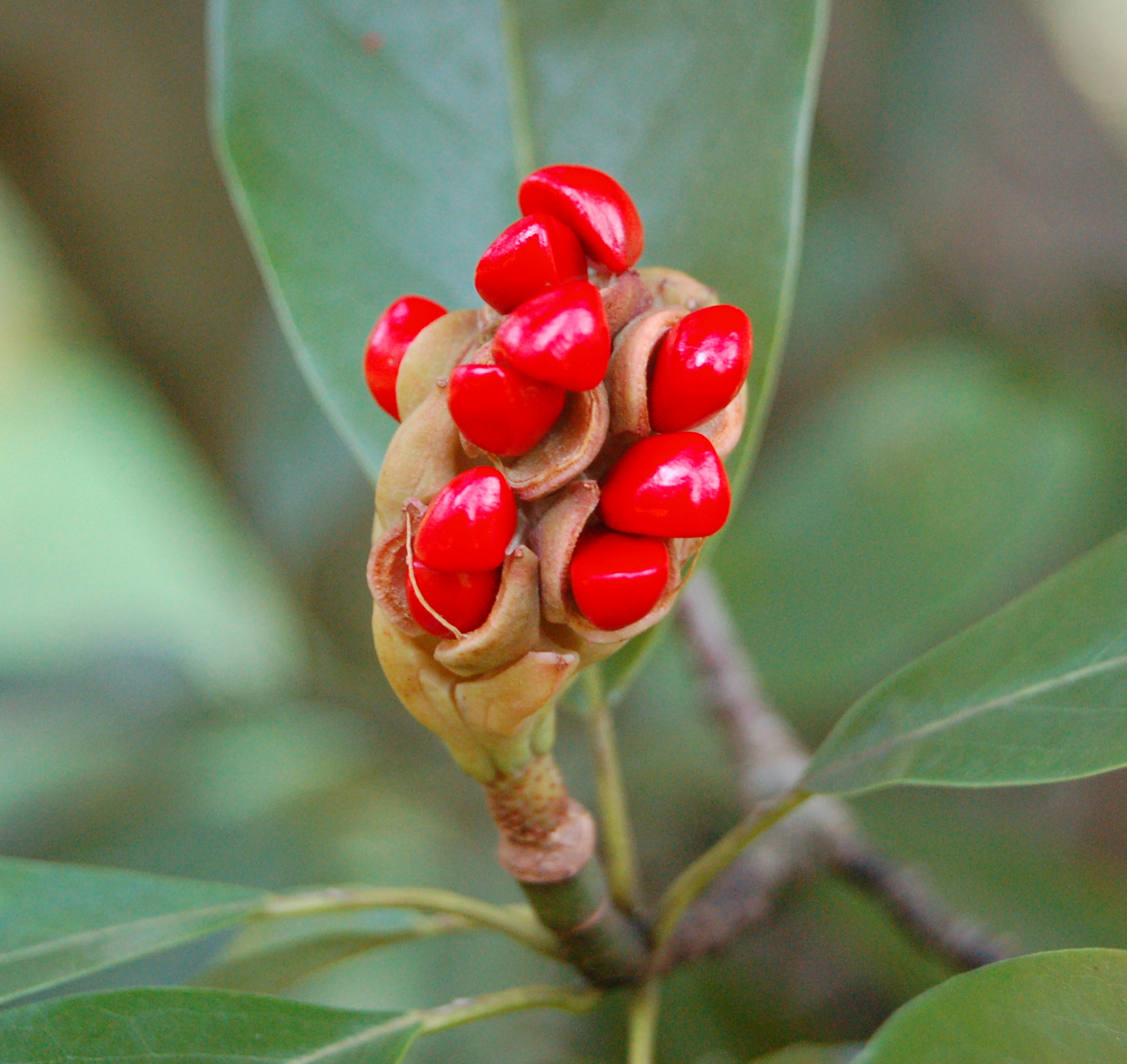
Untergattung Magnolia Sektion Magnolia: Sumpf-Magnolie (Magnolia virginiana)

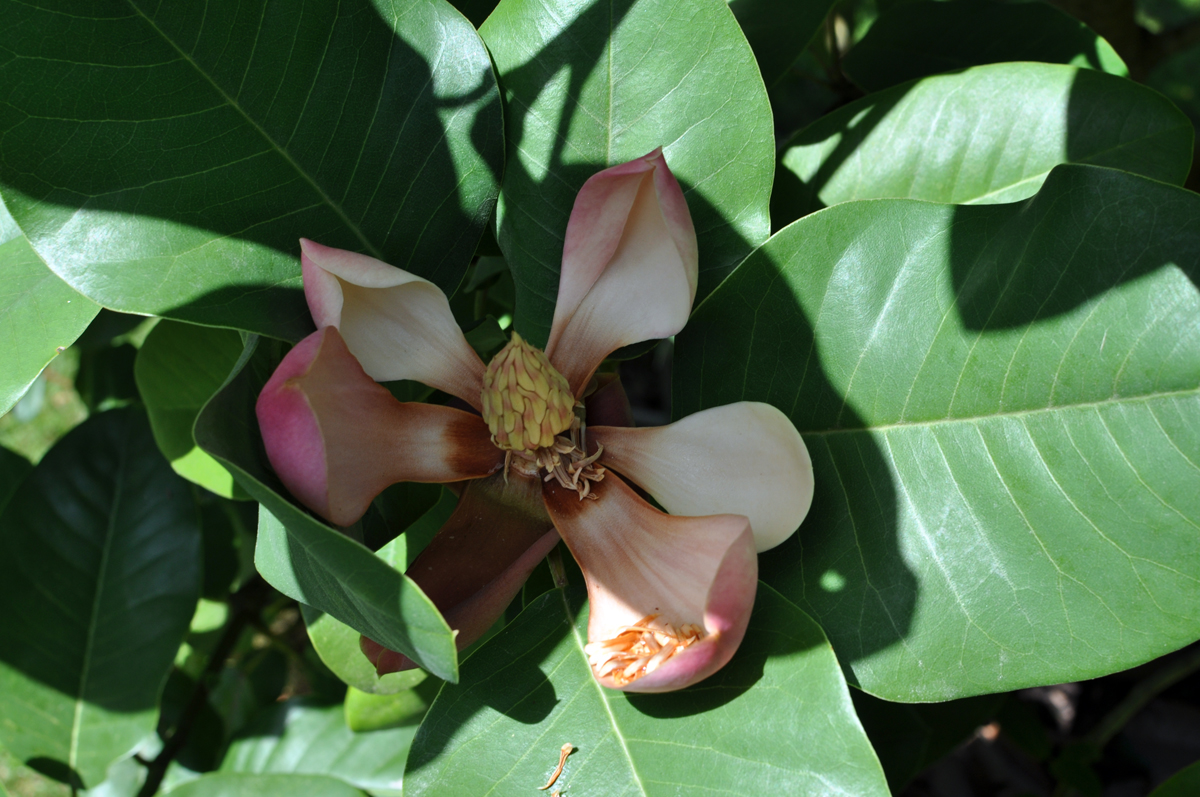
Untergattung Magnolia Sektion Gwillimia: Magnolia delavayi

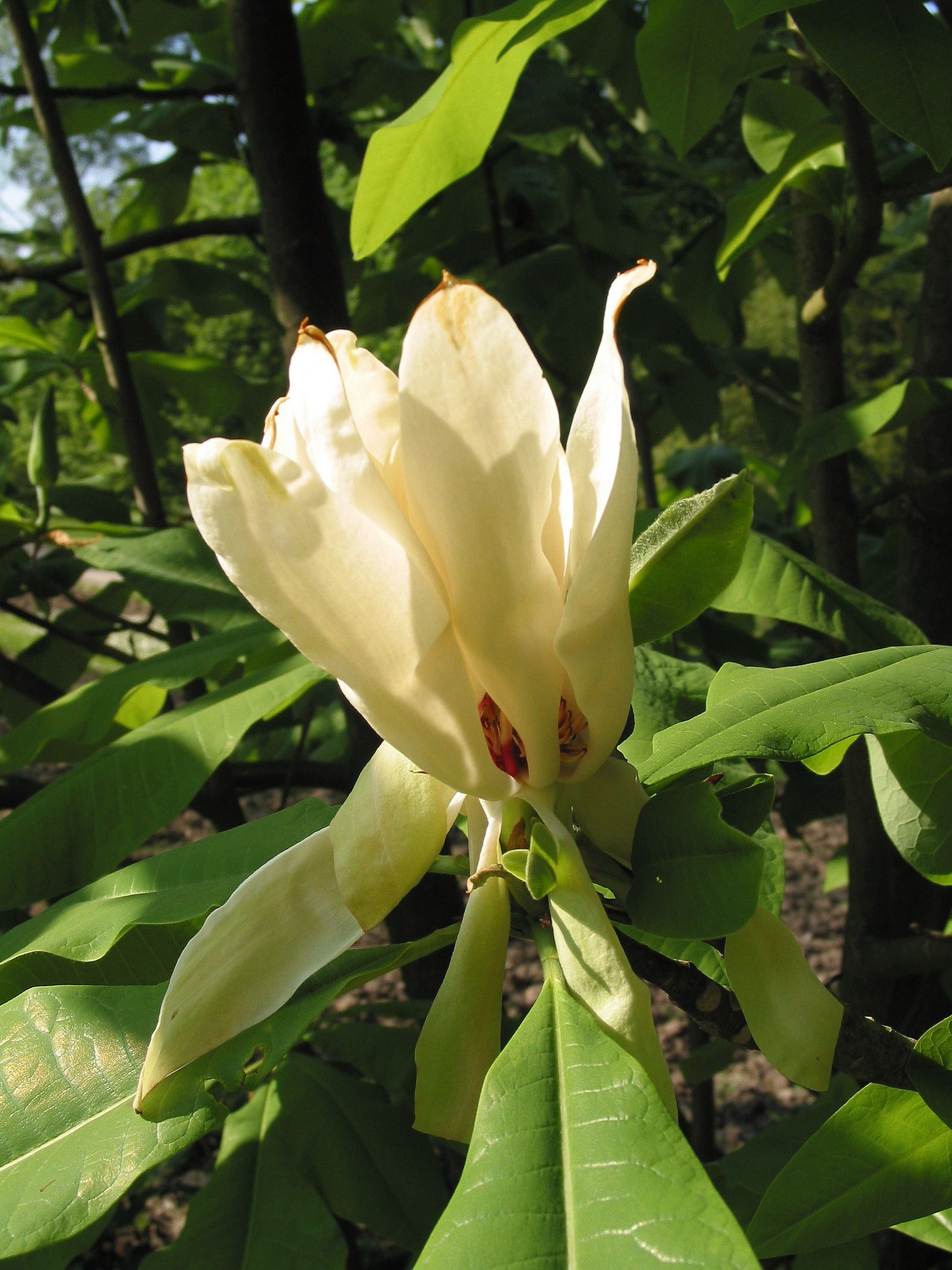
Untergattung Magnolia Sektion Rhytidospermum: Schirm-Magnolie (Magnolia tripetala)

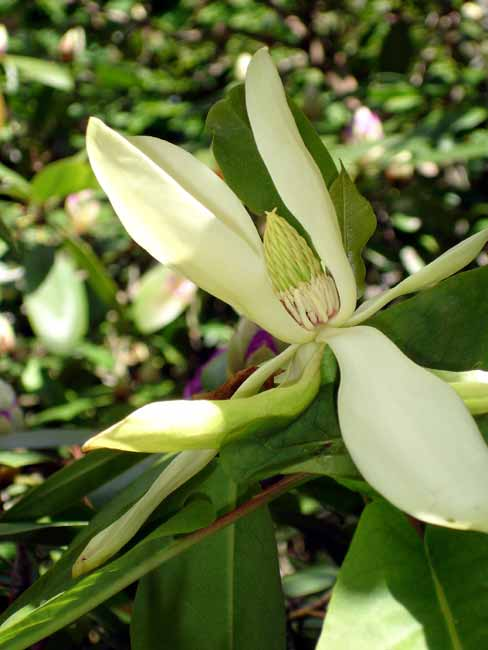
Untergattung Magnolia Sektion Auriculatae: Berg-Magnolie (Magnolia fraseri)

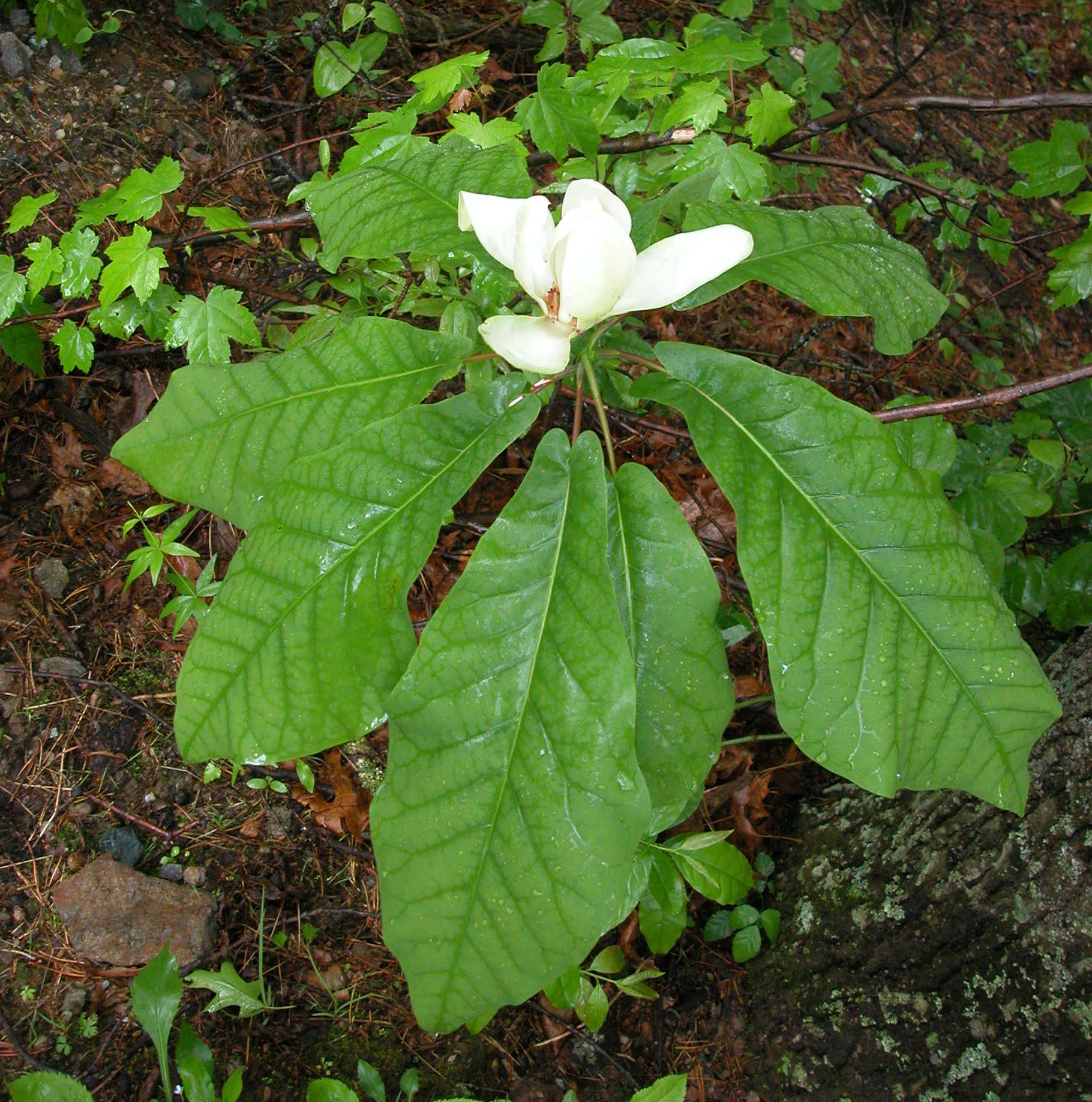
Untergattung Magnolia Sektion Macrophyllae: Großblättrige Magnolie (Magnolia macrophylla)

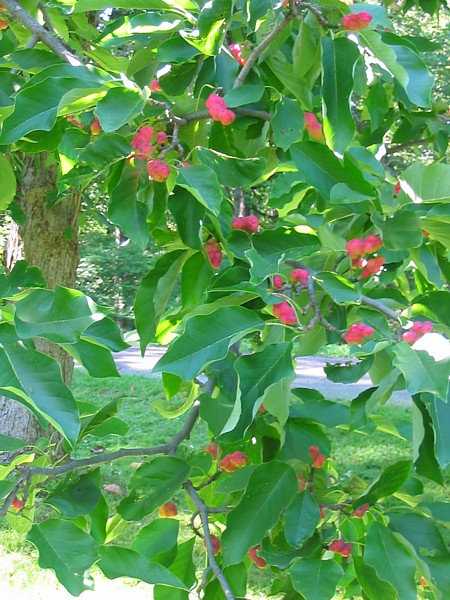
Untergattung Yulania Sektion Yulania: Gurken-Magnolie (Magnolia acuminata)

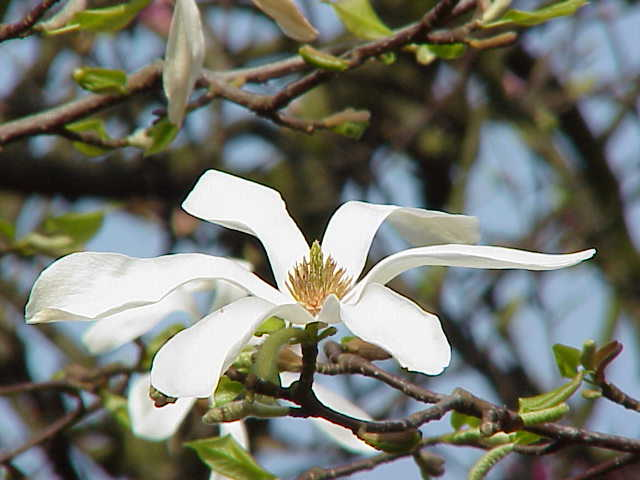
Untergattung Yulania Sektion Yulania:Kobushi-Magnolie (Magnolia kobus)

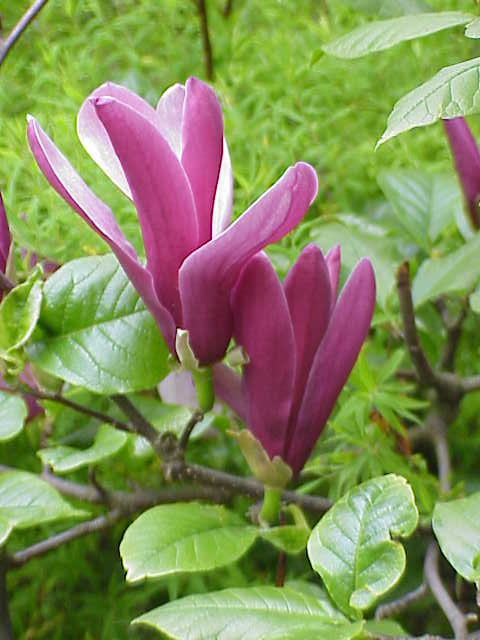
Untergattung Yulania Sektion Yulania: Purpur-Magnolie (Magnolia liliiflora)

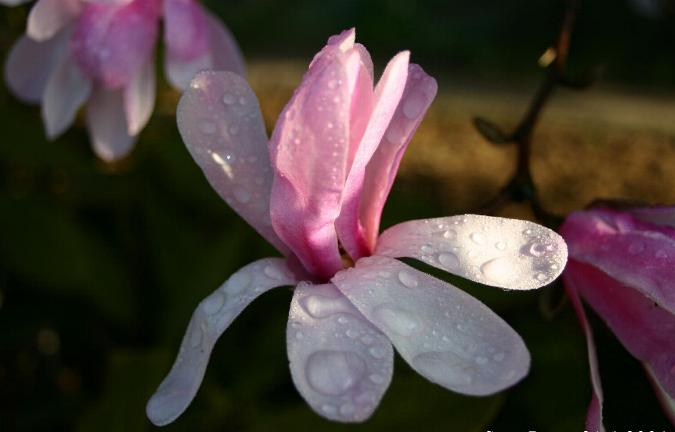
Untergattung Yulania Sektion Yulania: Blüte von Magnolia × loebneri

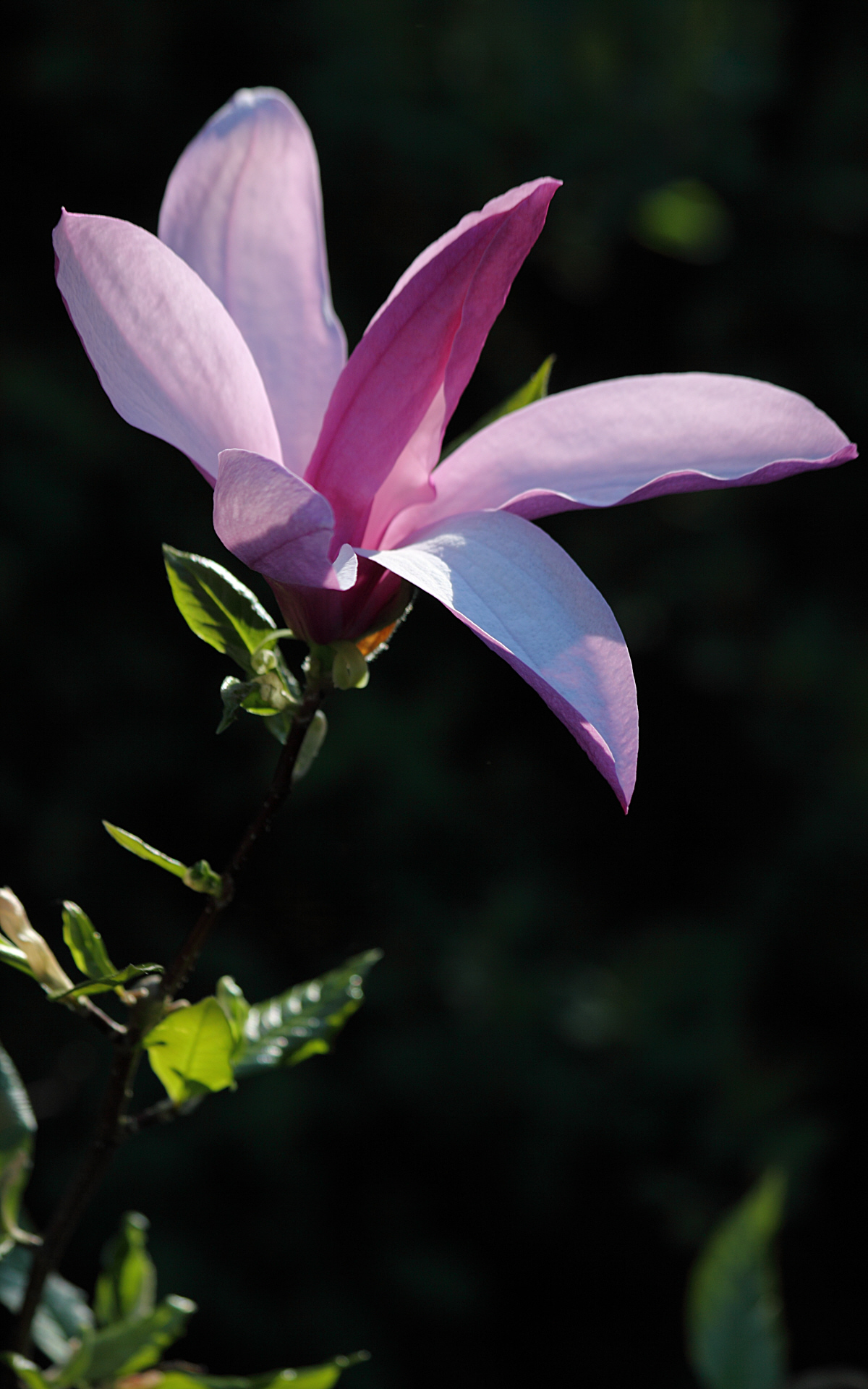
Untergattung Yulania Sektion Yulania: Aufblühende Purpur-Magnolie (Magnolia liliiflora)

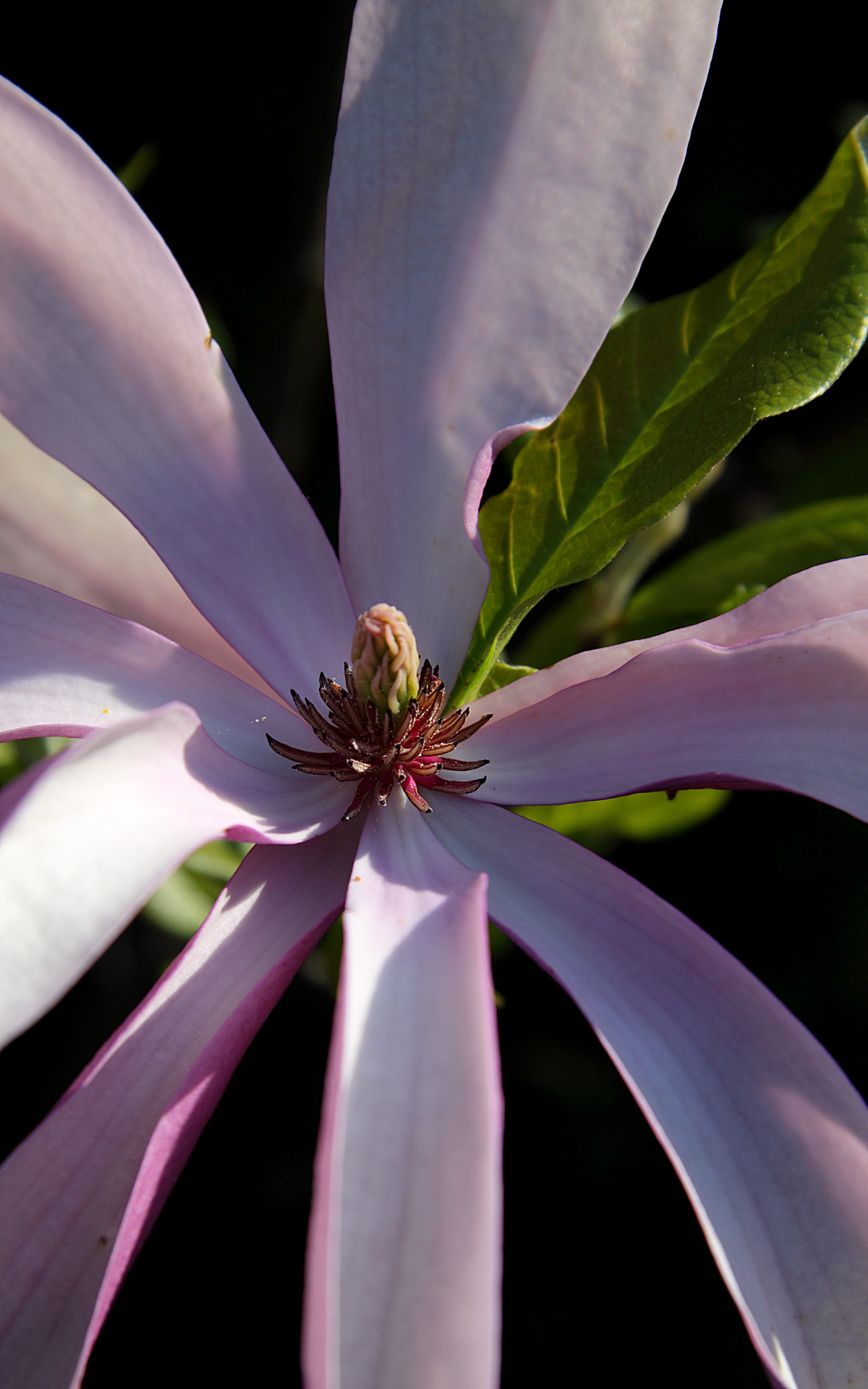
Untergattung Yulania Sektion Yulania: Purpur-Magnolie (Magnolia liliiflora)

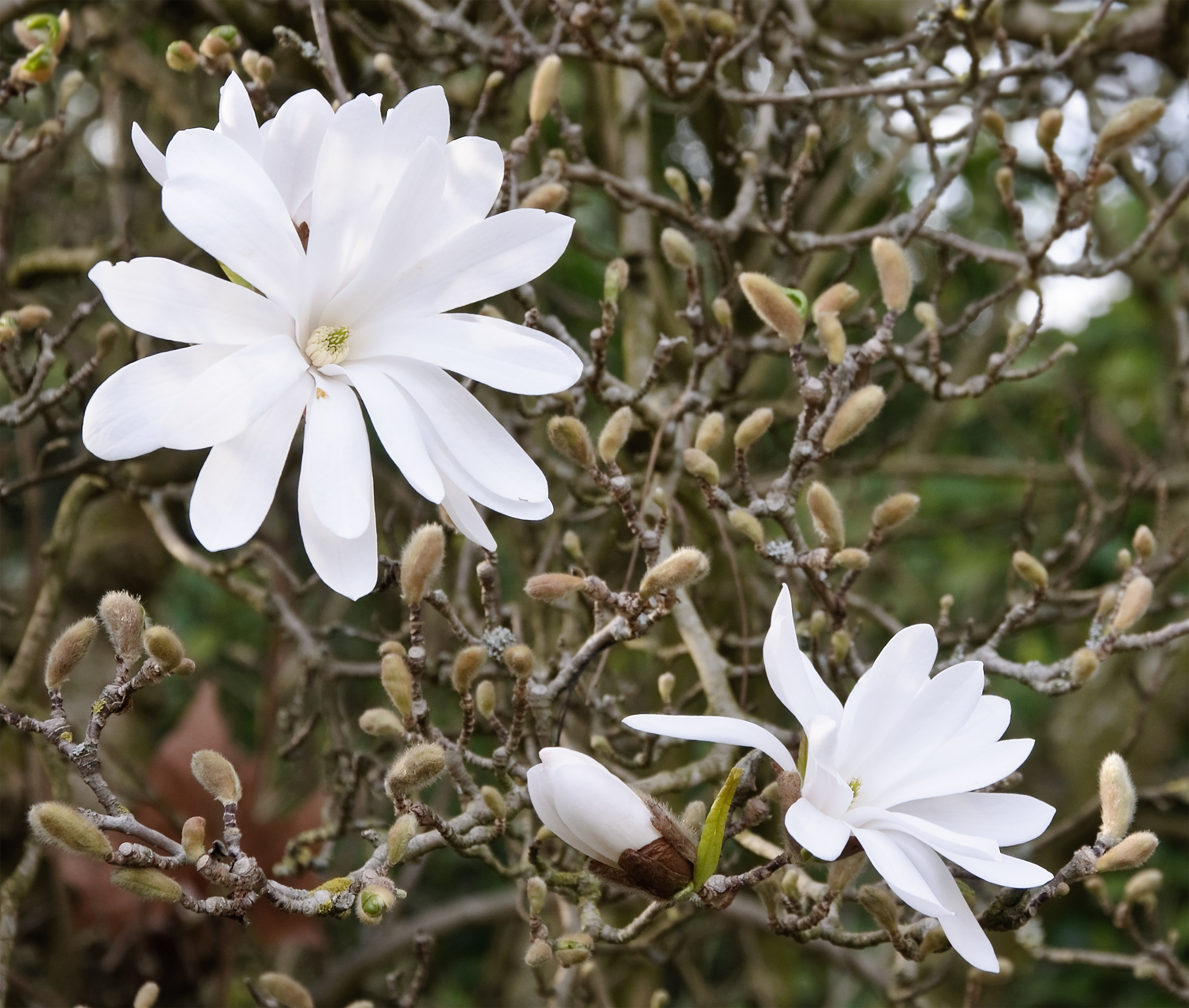
Untergattung Yulania Sektion Yulania: Stern-Magnolie (Magnolia stellata)

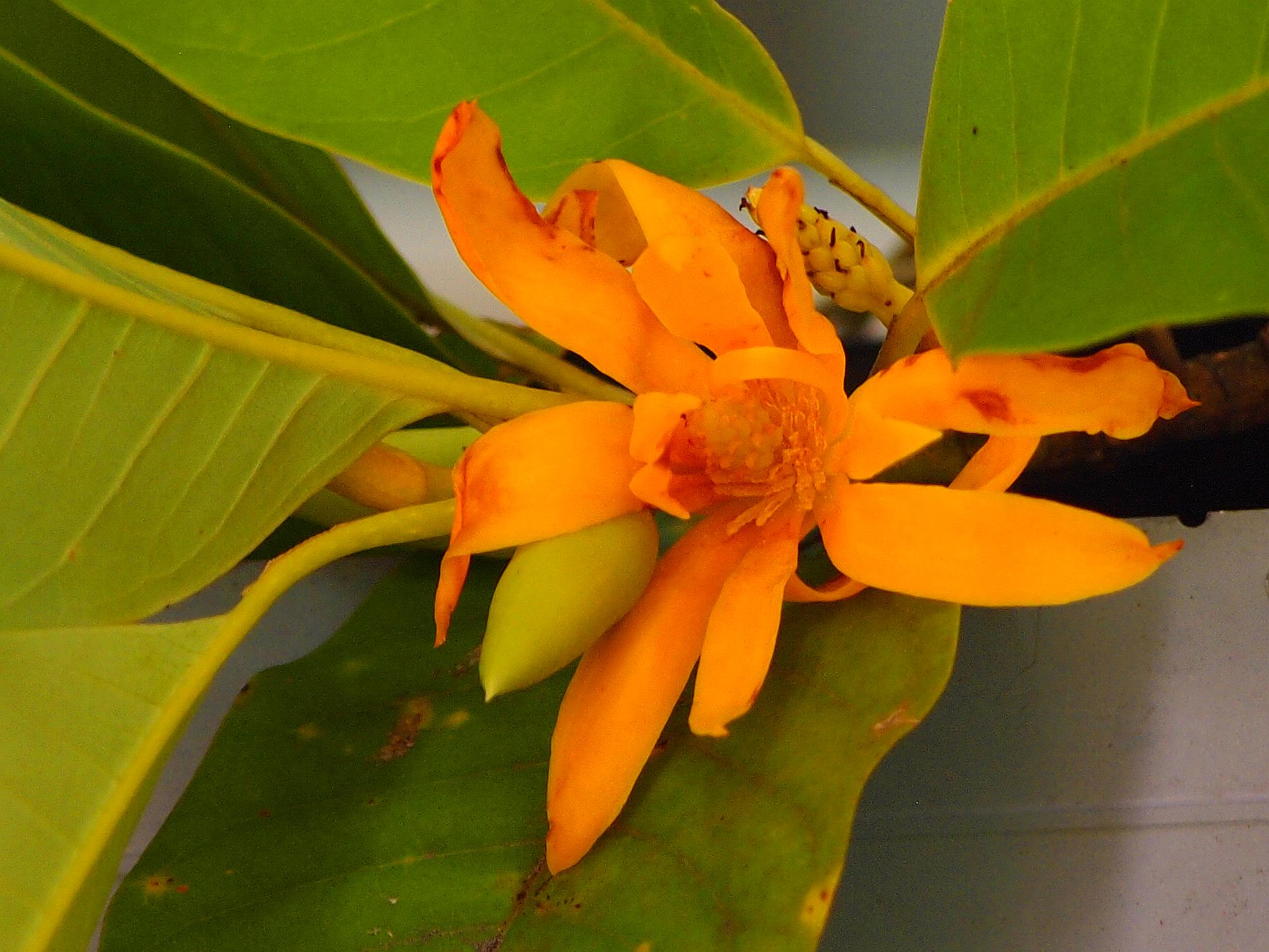
Untergattung Yulania Sektion Michelia: Champaka (Magnolia champaca)

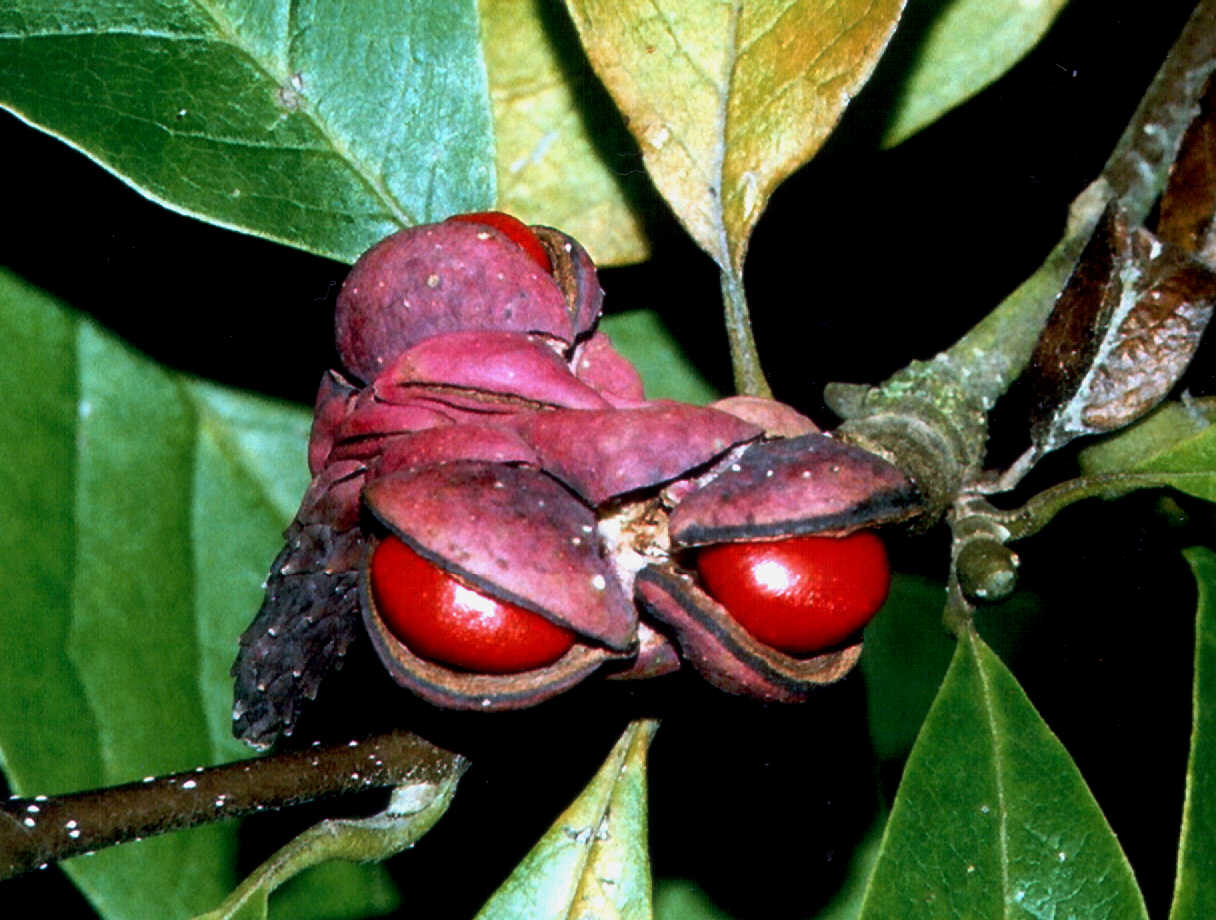
Rote Samen in Balgfrucht einer Tulpen-Magnolie (Magnolia × soulangeana)

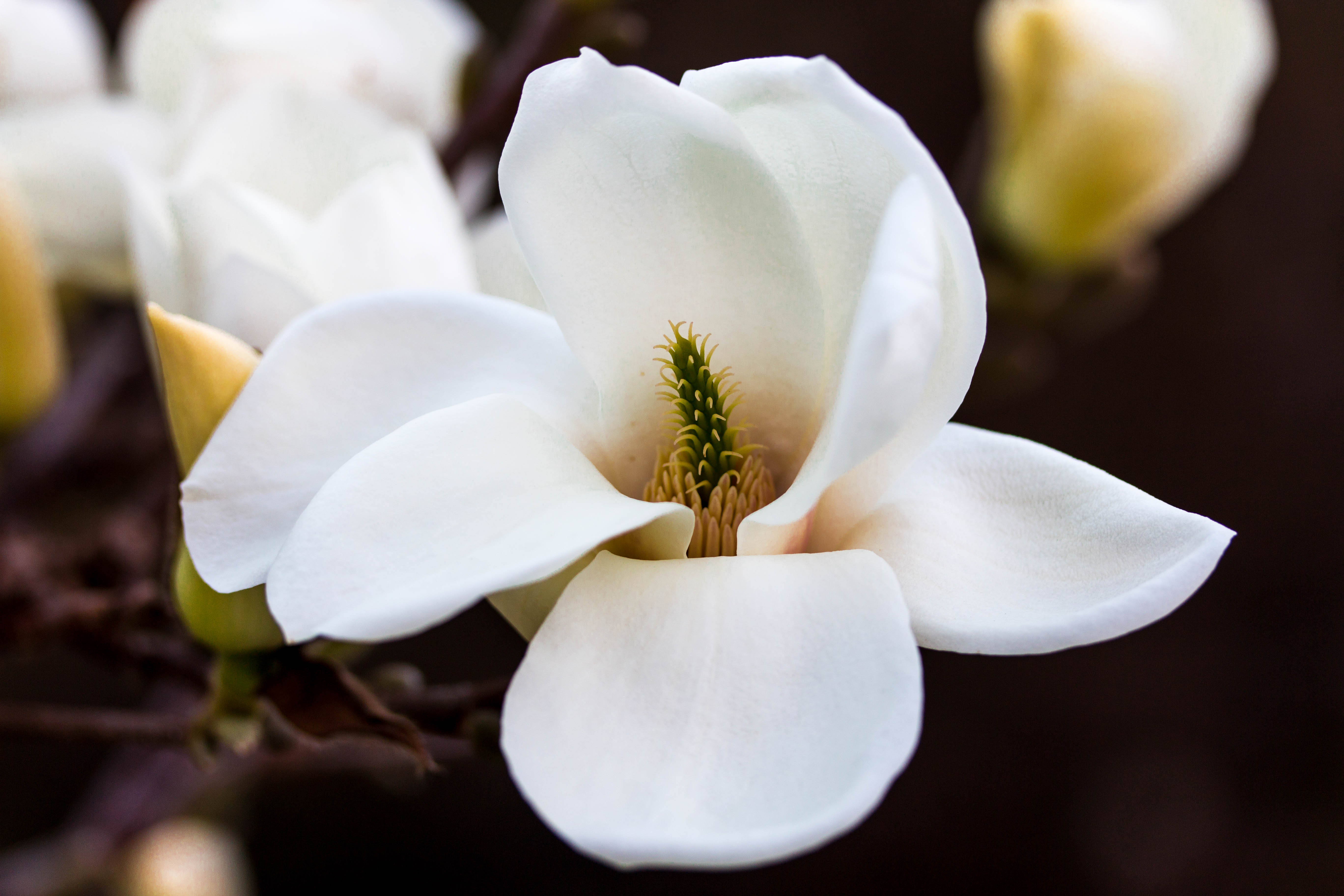
Die in Mitteleuropa am häufigsten gepflanzte Magnolie, die Tulpen-Magnolie (Magnolia × soulangeana)

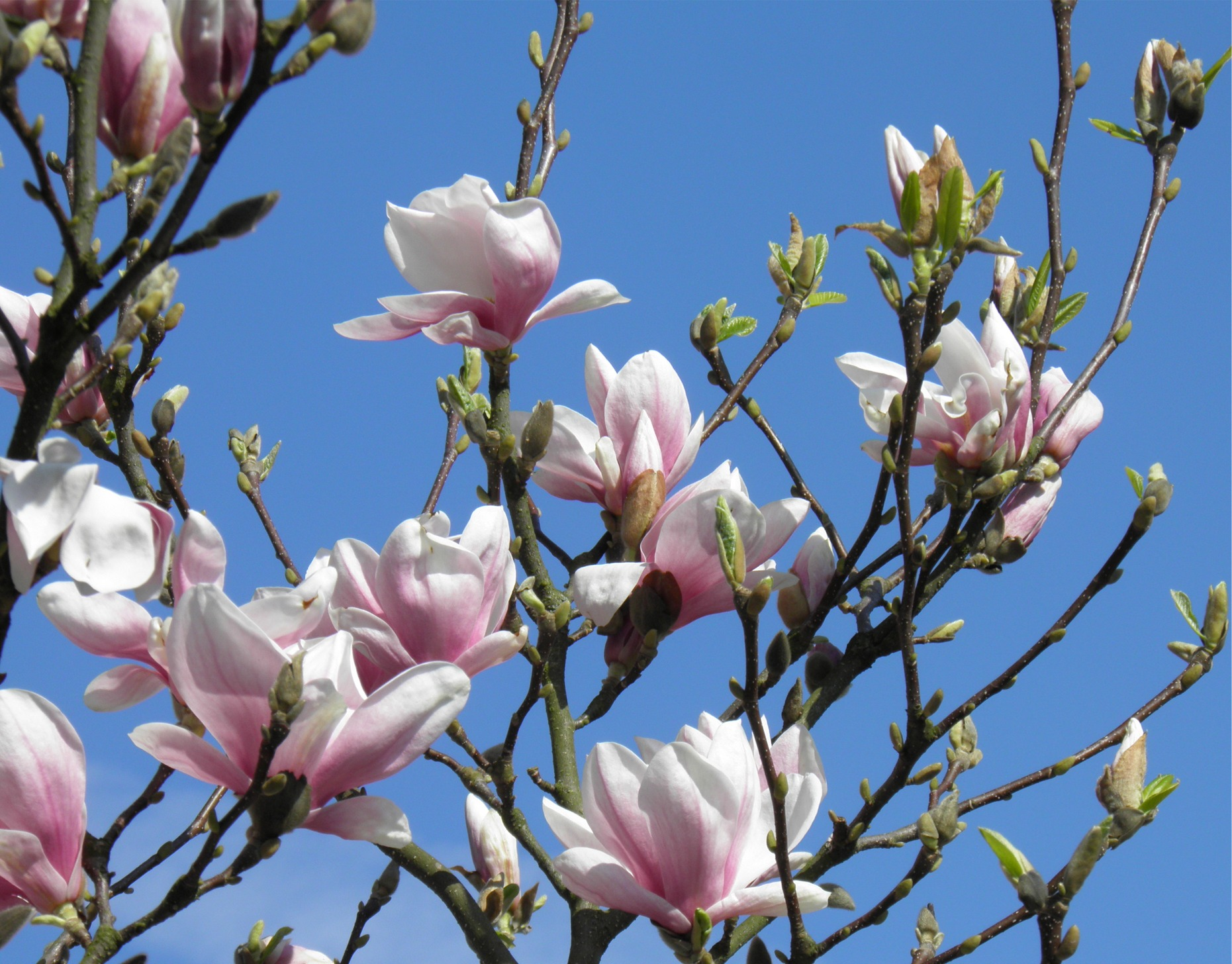
Magnolie hellrosa

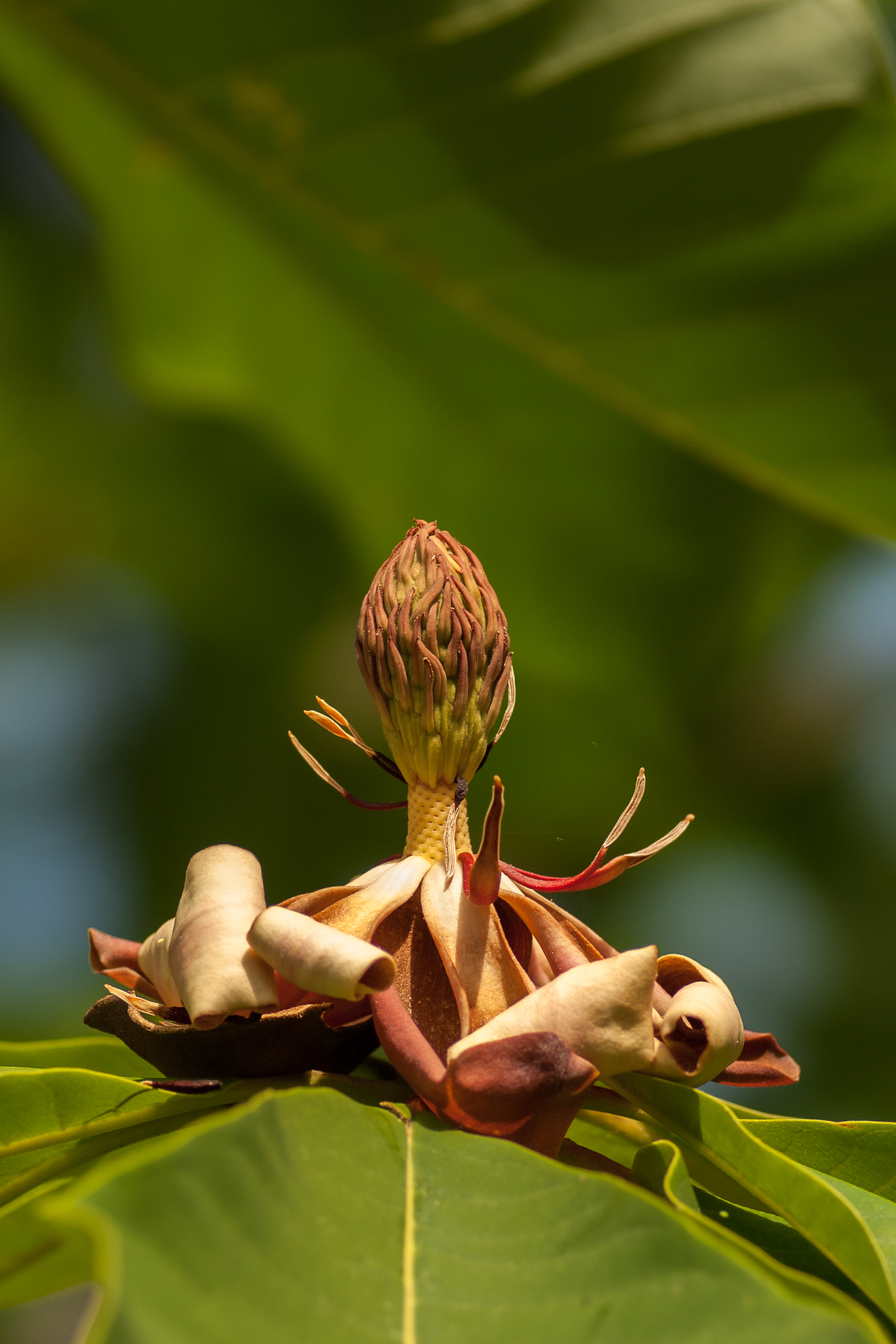
Frucht der Honoki-Magnolie

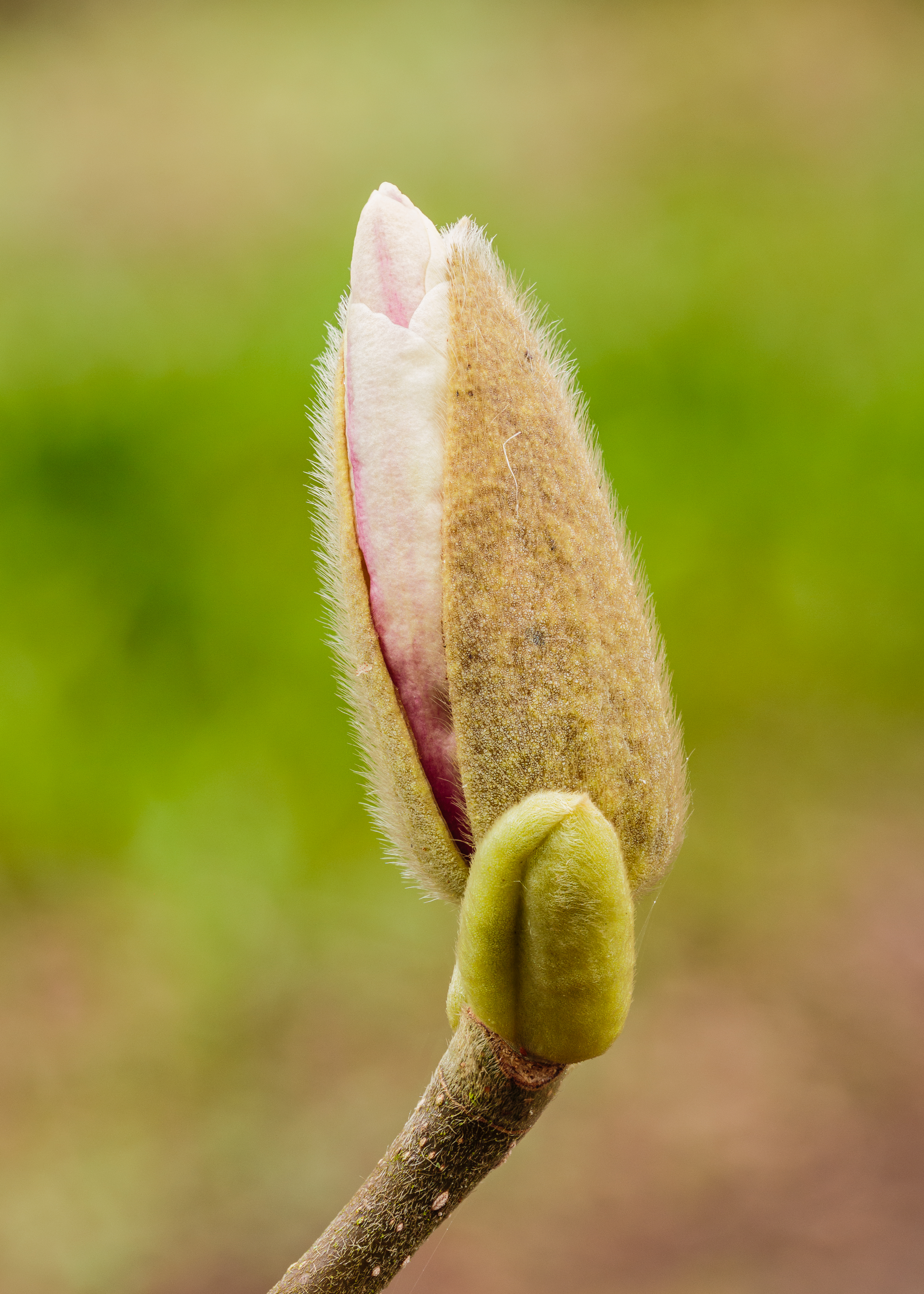
Blütenknospe

- Gurken-Magnolie (Magnolia acuminata (L.) L.), mit der gelb blühenden Varietät:
  - Magnolia acuminata var. subcordata (Spach) Dandy
- Yulan-Magnolie (Magnolia denudata Desr.)
- Berg-Magnolie (Magnolia fraseri Walter)
- Immergrüne Magnolie (Magnolia grandiflora L.)
- Honoki-Magnolie (Magnolia obovata Thunb.)
- Kobushi-Magnolie (Magnolia kobus DC.)
- Purpur-Magnolie (Magnolia liliiflora Desr.)
- Magnolia × loebneri Kache = Manolia kobus × Magnolia stellata
- Großblättrige Magnolie (Magnolia macrophylla Michx.)
- Weidenblättrige Magnolie (Magnolia salicifolia (Siebold & Zucc.) Maxim.)
- Sommer-Magnolie oder Siebolds Magnolie (Magnolia sieboldii K. Koch)
- Tulpen-Magnolie oder Garten-Magnolie (Magnolia × soulangeana Soul.-Bod.), (wird nur beim Namen mit dem Tulpenbaum verwechselt)
- Stern-Magnolie (Magnolia stellata (Siebold & Zucc.) Maxim.)
- Schirm-Magnolie (Magnolia tripetala (L.) L.)
- Sumpf-Magnolie oder Virginische Magnolie (Magnolia virginiana L.)
- Magnolia × wieseneri Carr.
- Hängeblütige Magnolie oder Wilsons Magnolie (Magnolia wilsonii (Finet & Gagnep.) Rehd.)

Es gibt zahlreiche Magnolien-Hybriden, die aus gärtnerischer Kultur hervorgegangen sind. Sie wurden nach wünschenswerten Merkmalen wie Habitus, Blütengröße und Blütenfarbe ausgelesen.
Das Ergebnis sind rosa, weinrote und gelbe Blütenfarben, die sich in Größe und Form von Magnolia × soulangeana unterscheiden.

## Systematik
Die folgende Darstellung der Systematik der Gattung folgt Figlar & Nooteboom: Notes on Magnoliaceae IV. Blumea 49: 87–100, 2004. Dabei wurden die früheren Gattungen Magnolia Plum. ex L., Manglietia Blume, Michelia L., Talauma A. Juss., Aromadendron Blume, Kmeria Dandy, Pachylarnax Dandy, Alcimandra Dandy zu einer Gattung zusammengefasst; das sind alle Gattungen des früheren Umfangs der Familie der Magnoliaceae, die der heutigen Unterfamilie der Magnolioideae entspricht; es bleibt also lediglich die zwei Arten umfassende Gattung Liriodendron, also die Unterfamilie Liriodendroideae, außen vor.
Die Magnolia sind nun die einzige Gattung der Unterfamilie Magnolioideae. Die Gattung wird gegliedert in drei Untergattungen, zwölf Sektionen und einige Untersektionen:
- Untergattung Magnolia:
  - Sektion Magnolia: Neotropis:
    - Immergrüne Magnolie (Magnolia grandiflora L.): südöstliche USA bis Texas[6]
    - Magnolia guatemalensis Donn.Sm.: Sie kommt in zwei Unterarten in Guatemala, El Salvador und Honduras vor.[6]
    - Magnolia iltisiana A.Vázquez: westliches Mexiko[6]
    - Magnolia pacifica A.Vázquez: westliches Mexiko[6]
    - Magnolia panamensis A.Vázquez & Iltis: Panama und Costa Rica[6]
    - Magnolia poasana (Pittier) Dandy: Costa Rica, Panama[6]
    - Magnolia schiedeana Schltdl.: östliches Mexiko[6]
    - Magnolia sharpii Miranda: Chiapas in Mexiko[6]
    - Magnolia sororum Seibert: Sie kommt in zwei Unterarten von Mexiko bis Panama vor.[6]
    - Magnolia tamaulipana A.Vázquez: nordöstliches Mexiko[6]
    - Sumpf-Magnolie (Magnolia virginiana L.): Sie kommt in zwei Unterarten und einer Varietät von den östlichen Vereinigten Staaten bis Texas und in Kuba vor.[6]
    - Magnolia yoroconte Dandy: Sie kommt von Mexiko bis Guatemala, Honduras und Belize vor.[6]

  - Sektion Gwillimia:
    - Untersektion Gwillimia: Asien und Borneo:
      - Magnolia albosericea Chun & C.H.Tsoong: Sie kommt in China und in Vietnam vor.[6]
      - Magnolia championii Benth.: südliches & südöstliches China und Vietnam[6]
      - Magnolia coco (Lour.) DC.: südliches China bis zum nördlichen Vietnam und Taiwan[6]
      - Magnolia delavayi Franchet: Yunnan und Sichuan[6]
      - Magnolia fistulosa (Finet & Gagnep.) Dandy, (Syn.:Magnolia phanerophlebia B.L.Chen): Sie kommt vom südöstlichen Yunnan bis ins nördliche Vietnam vor.[6]
      - Magnolia henryi Dunn: Sie kommt vom südwestlichen Yunnan bis Thailand, Laos und Myanmar vor.[6]
      - Magnolia nana Dandy: Nördliches Vietnam[6]
      - Magnolia odoratissima Y.W.Law & R.Z.Zhou: Südöstliches Yunnan bis nördliches Vietnam[6]
      - Magnolia persuaveolens Dandy: Sie kommt in zwei Unterarten und einer Varietät in Borneo vor.[6]
      - Magnolia pterocarpa Roxb.: Sie kommt von Nepal bis Bangladesch vor.[6]

    - Untersektion Blumiana (Blume) Figlar & Noot.: Tropisches Asien und Malesien
      - Magnolia liliifera (L.) Baill. (Syn.: Magnolia candollii (Blume) H. Keng): Sie kommt von Sikkim bis Neuguinea vor.[6]
      - Magnolia gigantifolia (Miq.) Noot.: Borneo, Sumatra und Bangka[6]
      - Magnolia hodgsonii (Hook.f. & Thomson) H.Keng: Sie kommt von Nepal bis ins südöstliche Yunnan vor.[6]
      - Magnolia lasia Noot.: Borneo[6]
      - Magnolia mariusjacobsia Noot.: Borneo[6]
      - Magnolia sarawakensis (A.Agostini) Noot.: Borneo[6]
      - Magnolia villosa (Miq.) H.Keng: Sumatra, Malaiische Halbinsel, Borneo, Sulawesi[6]

  - Sektion Talauma Baill.
    - Untersektion Talauma: Neotropis:
      - Magnolia allenii Standl.: Panama[6]
      - Magnolia amazonica Ducke: Brasilien[6]
      - Magnolia arcabucoana (Lozano) Govaerts: Kolumbien[6]
      - Magnolia boliviana (M.Nee) Govaerts: Bolivien[6]
      - Magnolia caricifragrans (Lozano) Govaerts: Zentrales und nordöstliches Kolumbien[6]
      - Magnolia cespedesii (Triana & Planch.) Govaerts: Kolumbien[6]
      - Magnolia chocoensis (Lozano): Kolumbien[6]
      - Magnolia dixonii (Little) Govaerts: Ecuador[6]
      - Magnolia dodecapetala (Lam.) Govaerts: Kleine Antillen bis Trinidad[6]
      - Magnolia espinalii (Lozano) Govaerts: Kolumbien[6]
      - Magnolia georgii (Lozano) Govaerts: Kolumbien[6]
      - Magnolia gilbertoi (Lozano) Govaerts: Kolumbien[6]
      - Magnolia gloriensis (Pittier) Govaerts: Nicaragua bis Panama[6]
      - Magnolia hernandezii (Lozano) Govaerts: Westliches Kolumbien[6]
      - Magnolia irwiniana (Lozano) Govaerts: Brasilien[6]
      - Magnolia katiorum (Lozano) Govaerts: Kolumbien[6]
      - Magnolia mexicana DC.: Sie kommt vor in Mexiko, Guatemala und Honduras[6]
      - Magnolia minor (Urb.) Govaerts: Östliches Kuba[6]
      - Magnolia morii (Lozano) Govaerts: Panama[6]
      - Magnolia narinensis (Lozano) Govaerts: Kolumbien[6]
      - Magnolia neillii (Lozano) Govaerts: Kolumbien und Ecuador[6]
      - Magnolia ovata (A.St.-Hil.) Spreng.: Brasilien[6]
      - Magnolia polyhypsophylla (Lozano) Govaerts: Kolumbien[6]
      - Magnolia rimachii (Lozano) Govaerts: Peru, Ecuador und südöstliches Kolumbien[6]
      - Magnolia sambuensis (Pittier) Govaerts: Sie kommt vor in Panama und im nordwestlichen Kolumbien.[6]
      - Magnolia santanderiana (Lozano) Govaerts: Kolumbien[6]
      - Magnolia sellowiana (A.St.-Hil.) Govaerts: Brasilien[6]
      - Magnolia silvioi (Lozano) Govaerts: Sie kommt in Kolumbien vor.[6]
      - Magnolia virolinensis (Lozano) Govaerts: Kolumbien[6]
      - Magnolia wolfii (Lozano) Govaerts: Kolumbien[6]

    - Untersektion Dugandiodendron (Lozano) Figlar & Noot.: Nördliches Südamerika:
      - Magnolia argyrothricha (Lozano) Govaerts: Kolumbien[6]
      - Magnolia calimaensis (Lozano) Govaerts: Kolumbien[6]
      - Magnolia calophylla (Lozano) Govaerts: Kolumbien[6]
      - Magnolia cararensis (Lozano) Govaerts: Kolumbien[6]
      - Magnolia chimantensis Steyermark & Maguire: Sie kommt in Kolumbien und in Venezuela vor.[6]
      - Magnolia colombiana (Little) Govaerts: Kolumbien[6]
      - Magnolia guatapensis (Lozano) Govaerts: Kolumbien[6]
      - Magnolia lenticellata (Lozano) Govaerts: Kolumbien[6]
      - Magnolia mahechae (Lozano) Govaerts: Kolumbien[6]
      - Magnolia neomagnifolia I.M.Turner (Syn.: Magnolia magnifolia (Lozano) Govaerts in D.G.Frodin & R.H.A.Govaerts non Knowlt.): Sie kommt im westlichen Kolumbien vor.[6]
      - Magnolia ptaritepuiana Steyermark: Venezuela[6]
      - Magnolia striatifolia Little: Sie kommt vom südwestlichen Kolumbien bis zum nordwestlichen Ecuador vor.[6]
      - Magnolia urraoense (Lozano) Govaerts: Kolumbien[6]
      - Magnolia yarumalensis (Lozano) Govaerts: Kolumbien[6]

    - Untersektion Cubenses Imkhan.: Große Antillen:
      - Magnolia cubensis Urb. (inkl. Magnolia cacuminicola Bisse): Sie kommt in vier Unterarten im zentralen und östlichen Kuba vor.[6]
      - Magnolia cristalensis Bisse: Dieser Endemit kommt nur im östlichen Kuba vor.[6]
      - Magnolia domingensis Urb.: Sie kommt auf Hispaniola vor.[6]
      - Magnolia ekmannii Urb.: Dieser Endemit kommt nur im südwestlichen Haiti vor.[6]
      - Magnolia emarginata Urb. & Echman: Sie kommt im nördlichen Haiti vor.[6]
      - Magnolia hamorii Howard: Dominikanische Republik[6]
      - Magnolia pallescens Urban & Ekman: Dieser Endemit kommt nur in der westlichen Dominikanischen Republik vor.[6]
      - Magnolia portoricensis Bello: Puerto Rico[6]
      - Magnolia splendens Urban: Dieser Endemit kommt nur im östlichen Puerto Rico vor.[6]

  - Sektion Manglietia: Asien:
    - Magnolia aromatica Blume: Sie kommt vom südlichen China bis zum nördlichen Vietnam vor.[6]
    - Magnolia blaoensis (Gagnep.) Dandy: Vietnam[6]
    - Magnolia calophylloides Figlar & Noot. (Syn.: Manglietia calophylla Dandy): westliches Sumatra[6]
    - Magnolia caveana (Hook.f. & Thomson) D.C.Raju & M.P.Nayer: Sie kommt von Assam bis Yunnan vor.[6]
    - Magnolia chevalieri Dandy: Vietnam, Laos[6]
    - Magnolia conifera Dandy: Sie kommt vom südlichen China bis ins nördliche Vietnam vor.[6]
    - Magnolia dandyi (Gapnep.) Dandy (Syn: Magnolia megaphylla Hu & W.C.Cheng): Südliches China, Vietnam, Laos[6]
    - Magnolia decidua Q.Y.Zheng: Sie kommt in der chinesischen Provinz Jiangxi vor.[6]
    - Magnolia duclouxii Finet & Gagnep.: Vietnam, südwestliches China[6]
    - Magnolia fordiana (Oliv.) Hu (Syn.: Manglietia yuyuanensis Y.W.Law): Sie kommt in vier Varietäten vom südlichen China bis Vietnam vor.[6]
    - Magnolia garrettii Craib: Sie kommt vom südlichen Yunnan bis Vietnam und dem nördlichen Thailand vor.[6]
    - Magnolia grandis Hu & W.C.Cheng: Sie kommt im südöstlichen Yunnan und im südwestlichen Guangxi vor.[6]
    - Magnolia hookeri Cubitt & W.W.Sm.: Sie kommt von Assam bis China, Myanmar und dem nördlichen Thailand vor.[6]
    - Magnolia insignis (Wall.) Blume: Sie kommt von Nepal bis ins südliche China vor.[6]
    - Magnolia kwangtungensis Merr. (Syn.: Magnolia moto Dandy): Sie kommt in China vor.[6]
    - Magnolia lanuginosoides Figlar & Noot. (Manglietia lanuginosa (Dandy) Noot.): Sumatra[6]
    - Magnolia liliifera (L.) Baill. (Syn.: Magnolia pachyphylla Chang): Sie kommt von Sikkim bis Neuguinea vor.[6]
    - Magnolia lucida B.L.Chen & S.C.Yang: Sie kommt im südöstlichen Yunnan vor.[6]
    - Magnolia obovalifolia C.Y.Yu & Y.W.Law: Sie kommt in den chinesischen Provinzen Yunnan und Guizhou vor.[6]
    - Magnolia ovoidea (H.T.Chang & B.L.Chen) V.S.Kumar: Sie kommt im südöstlichen Yunnan vor.[6]
    - Magnolia phuthoensis Dandy ex Gapnep.: Vietnam
    - Magnolia rufibarbata Dandy: Sie kommt von Yunnan bis Vietnam vor.[6]
    - Magnolia sabahensis (Dandy ex Noot.) Figlar & Noot.: Borneo[6]
    - Magnolia sumatrana (Miq.) Figlar & Noot.: Sumatra, Java, Kleine Sundainseln, Sulawesi.[6] Mit den Varietäten:
      - Magnolia sumatrana var. sumatrana: Westliches Sumatra[6]
      - Magnolia sumatrana var. glauca (Blume) Figlar & Noot. (Magnolia blumei Prantl): Sumatra, Java, Kleine Sundainseln, Sulawesi[6]

    - Magnolia szechuanica Hu: Südwestliches China. Wird auch als Unterart Magnolia ernestii subsp. szechuanica (Dandy) Sima & Figlar zu Magnolia ernestii gestellt.[6]
    - Magnolia utilis (Dandy) V.S.Kumar (Syn: Magnolia dolichogyna Dandy ex. Noot.): Sie kommt von Myanmar bis zur Malaiischen Halbinsel und Thailand vor und in Borneo und Sulawesi.[6]
    - Magnolia ventii N.V.Tiep (Syn.: Magnolia hebecarpa C.Y.Wu & Y.W.Law): Sie kommt im südöstlichen Yunnan vor.[6]

  - Sektion Kmeria (Pierre) Figlar & Noot.: Es gibt drei Arten in Asien:
    - Magnolia duperreana Pierre: Sie kommt in Thailand, Vietnam und Kambodscha vor.[6]
    - Magnolia kwangsiensis Figlar & Noot. (Syn.: Kmeria septentrionalis Dandy): Sie kommt im nördlichen und zentralen Guangxi und im südöstlichen Guizhou vor.[6]
    - Magnolia thailandica Noot. & Chalermglin: Thailand[6]

  - Sektion Rhytidospermum Spach
    - Untersektion Rhytidospermum: Es gibt drei Arten in Asien und eine in den USA:
      - Honoki-Magnolie (Magnolia obovata Thunb.): Sie kommt von den südlichen Kurilen bis Japan vor.[6]
      - Magnolia officinalis Rehder & E.H.Wilson: Sie kommt in zwei Varietäten in China vor.[6]
      - Magnolia rostrata W.W.Smith: Sie kommt im nordöstlichen Myanmar, im südöstlichen Tibet und im westlichen Yunnan vor.[6]
      - Schirm-Magnolie (Magnolia tripetala (L.) L.): Sie kommt von den östlichen Vereinigten Staaten bis Oklahoma vor.[6]

    - Untersektion Oyama (Nakai) Figlar & Noot.: Es gibt drei Arten in Asien:
      - Magnolia globosa Hook.f. & Thomson: Sie kommt von Nepal bis Myanmar und ins südliche und zentrale China vor.[6]
      - Sommer-Magnolie (Magnolia sieboldii K.Koch): Sie kommt in drei Unterarten von China und Korea bis Japan vor.[6]
      - Magnolia wilsonii (Finet. & Gagnep.) Rehder: südwestliches China[6]

  - Sektion Auriculatae Figlar & Noot.: Es gibt nur eine Art:
    - Berg-Magnolie (Magnolia fraseri Walt.): Sie kommt in zwei Varietäten von West Virginia bis Texas vor.[6]

  - Sektion Macrophyllae Figlar & Noot.: Es gibt nur eine Art:
    - Großblättrige Magnolie (Magnolia macrophylla Michx.): Sie kommt in drei Varietäten von Ohio bis in die südöstliche USA und Mexiko vor und außerdem von Kuba bis Puerto Rico.[6]
- Untergattung Yulania
  - Sektion Yulania
    - Untersektion Yulania: in Asien:
      - Magnolia amoena W.C.Cheng: südöstliches China[6]
      - Magnolia biondii Pamp.: Zentrales China[6]
      - Magnolia campbellii Hook.f. & Thomson: Sie kommt vom östlichen Nepal bis China vor.[6]
      - Magnolia cylindrica Wilson: östliches China[6]
      - Magnolia dawsoniana Rehder & E.H.Wilson: Sichuan, Yunnan.[6]
      - Yulan-Magnolie (Magnolia denudata Desr.): zentrales und östliches China[6]
      - Kobushi-Magnolie (Magnolia kobus DC.) (Syn.: Magnolia praecocissima Koidz.): Sie kommt in Japan und in der koreanischen Provinz Jeju-do vor.[6]
      - Purpur-Magnolie (Magnolia liliiflora Desr.) (Syn.: Magnolia quinquepeta (Buchoz) Dandy): Zentralchina[6]
      - Magnolia salicifolia (Sieb. & Zucc.) Maxim.: Sie kommt im zentralen und südlichen Japan vor.[6]
      - Magnolia sargentiana Rehder & E.H.Wilson: Sie kommt in Sichuan und Yunnan vor.[6]
      - Magnolia sprengeri Pamp.: Sie kommt im zentralen China vor.[6]
      - Stern-Magnolie (Magnolia stellata (Sieb. & Zucc.) Maxim.) (Syn.: Magnolia tomentosa Thunb., Magnolia kobus var. stellata (Sieb. & Zucc.) Blackburn): Sie kommt auf Honshu vor.[6]
      - Magnolia zenii Cheng (Syn.: Magnolia elliptilimba (B.L.Chen & Noot.) Figlar): Sie kommt in den chinesischen Provinzen Henan und Jiangsu vor.[6]

    - Untersektion Tulipastrum (Spach) Figlar & Noot.: Mit der einzigen Art:
      - Gurken-Magnolie (Magnolia acuminata (L.) L.): Sie kommt in zwei Varietäten von Ontario bis in die östlich-zentralen und östlichen Vereinigten Staaten vor.[6]

  - Sektion Michelia
    - Untersektion Michelia (L.) Figlar & Noot.: In Asien:
      - Magnolia × alba (DC.) Figlar & Noot. = Magnolia champaca × Magnolia montana
      - Magnolia angustioblonga (Y.W.Law & Y.F.Wu) Figlar: Sie kommt in der chinesischen Provinz Guizhou vor.[6]
      - Magnolia baillonii Pierre (Syn.: Paramichelia baillonii (Pierre) Hu): Sie kommt von Assam bis in südliche Yunnan und in Thailand, Myanmar, Kambodscha und Vietnam vor.[6]
      - Magnolia balansae A.DC.: südliches China, Vietnam.[6]
      - Magnolia banghamii (Noot.) Figlar & Noot.: Sumatra[6]
      - Magnolia braianensis (Gagnep.) Figlar: Vietnam[6]
      - Magnolia cavaleriei (Finet & Gagnep.) Figlar: Sie kommt in zwei Varietäten im südlichen China vor.[6]
      - Champaka (Magnolia champaca (L.) Baill. ex Pierre): Sie kommt in zwei Varietäten vom südlichen Indien bis ins südlich-zentrale China und den Kleinen Sundainseln vor.[6]
      - Magnolia chapensis (Dandy) Sima (Syn.: Magnolia jiangxiensis (H.T.Chang & B.L.Chen) Figlar, Magnolia microcarpa (B.L.Chen & S.C.Yang) Sima): südliches China, nördliches Vietnam.[6]
      - Magnolia compressa Maxim.: Sie kommt vom südwestlichen Japan bis Taiwan, in der koreanischen Provinz Jeju-do und im östlichen und südlichen Yunnan vor.[6]
      - Magnolia coriacea (H.T.Chang & B.L.Chen) Figlar: südöstliches Yunnan[6]
      - Magnolia doltsopa (Buch.-Ham. ex DC.) Figlar: Sie kommt von Nepal bis Yunnan vor.[6]
      - Magnolia ernestii Figlar (Syn.: Michelia wilsonii Finet. & Gagnep.): Sie kommt in zwei Unterarten im südlichen China vor.[6]
      - Magnolia figo (Lour.) DC.: Sie kommt in drei Varietäten im südöstlichen China vor und kam früher in einer Varietät auch in der koreanischen Provinz Jeju-do vor.[6]
      - Magnolia flaviflora (Y.W.Law & Y.F.Wu) Figlar: Vietnam, Yunnan.[6]
      - Magnolia floribunda (Finet & Gagnep.) Figlar (Syn.: Magnolia microtricha (Hand.-Mazz.) Figlar): Sie kommt vom südlichen China bis Thailand, Laos, Myanmar und Vietnam vor.[6]
      - Magnolia foveolata (Merr. ex Dandy) Figlar: südliches China, Vietnam.[6]
      - Magnolia fujianensis (Q.F.Zheng) Figlar: Sie kommt in den chinesischen Provinzen Fujian und in Jiangxi vor.[6]
      - Magnolia fulva (H.T.Chang & B.L.Chen) Figlar (Syn.: Magnolia ingrata (B.L.Chen & S.C.Lang) Figlar): Sie kommt in zwei Varietäten von Yunnan bis Vietnam vor.[6]
      - Magnolia guangxiensis (Y.W.Law & R.Z.Zhou) Sima: Guangxi (China)[6]
      - Magnolia hypolampra (Dandy) Figlar: südliches China, Vietnam.[6]
      - Magnolia kingii (Dandy) Figlar: Sie kommt von Sikkim bis Bangladesch vor.[6]
      - Magnolia kisopa (Bush.-Ham. ex DC.) Figlar: Sie kommt von Nepal bis Vietnam vor.[6]
      - Magnolia koordersiana (Noot.) Figlar: Sie kommt von Thailand bis ins westliche Sumatra vor.[6]
      - Magnolia lacei (W.W.Smith) Figlar: Sie kommt in Myanmar, Vietnam und im südlichen Yunnan vor.[6]
      - Magnolia laevifolia (Y.W.Law & Y.F.Wu) Noot. (Syn.: Magnolia dianica Sima & Figlar, Michelia yunnanensis Franch. ex Finet & Gapnep.): Sie kommt in den chinesischen Provinzen Yunnan, Sichuan und Guizhou vor.[6]
      - Magnolia lanuginosa (Wall.) Figlar & Noot. (Syn.: Michelia velutina DC.): Sie kommt von Nepal bis Yunnan vor.[6]
      - Magnolia leveilleana (Dandy) Figlar: südlichzentrales China[6]
      - Magnolia macclurei (Dandy) Figlar: südliches China, nördliches Vietnam.[6]
      - Magnolia mannii (King) King: Sie kommt von Assam bis Bangladesch vor.[6]
      - Magnolia martini H.Lev.: Sie kommt vom südlichen China bis Vietnam vor.[6]
      - Magnolia masticata (Dandy) Figlar: Yunnan, Laos und Vietnam.[6]
      - Magnolia maudiae (Dunn) Figlar: Sie kommt vom südlichen China bis Hainan vor.[6]
      - Magnolia mediocris (Dandy) Figlar (Syn.: Magnolia subulifera (Dandy) Figlar): Sie kommt vom südlichen China bis Vietnam, Laos, Kambodscha und Thailand vor.[6]
      - Magnolia montana (Blume) Figlar & Noot.: Sie kommt vom westlichen Malesien bis Bali vor.[6]
      - Magnolia nilagirica (Zenker) Figlar: Sie kommt im westlichen und südlichen Indien und in Sri Lanka vor.[6]
      - Magnolia oblonga (Wall. ex Hook.f. & Thomson) Figlar: Sie kommt von Assam bis Bangladesch vor.[6]
      - Magnolia odora (Chun) Figlar & Noot.: südöstliches China, nördliches Vietnam.[6]
      - Magnolia opipara (H.T.Chang & B.L.Chen) Sima: Sie kommt im südöstlichen Yunnan vor.[6]
      - Magnolia philippinensis P.Parm.: Philippinen und nördliches Thailand.[6]
      - Magnolia punduana (Hook.f. & Thomson) Figlar: Assam[6]
      - Magnolia rajaniana (Craib.) Figlar: Nördliches Thailand[6]
      - Magnolia scortechinii (King) Figlar & Noot.: Malaiische Halbinsel, westliches Sumatra.[6]
      - Magnolia shiluensis (Chun & Y.F.Wu) Figlar: Insel Hainan[6]
      - Magnolia sirindhorniae Noot. & Chalermglin: Nordöstliches und zentrales Thailand[6]
      - Magnolia sphaerantha (C.Y.Wu ex Z.S.Yue) Sima: Yunnan[6]
      - Magnolia sumatrae (Dandy) Figlar & Noot. (Syn.: Michelia salicifolia A.Agostini): Sie kommt im westlichen Sumatra vor.[6]
      - Magnolia xanthantha (C.Y.Wu ex Y.W.Law & Y.F.Wu) Figlar: Yunnan[6]

    - Untersektion Elmerrillia (Dandy) Figlar & Noot.: Malesien
      - Magnolia platyphylla (Merr.) Figlar & Noot.: Sie kommt auf den Philippinen-Inseln Leyte, Mindanao und der Zamboanga-Halbinsel vor.[6]
      - Magnolia pubescens (Merr.) Figlar & Noot.: Sie kommt auf Mindanao vor.[6]
      - Magnolia sulawesiana Brambach, Noot. & Culmsee: Sie kommt auf Sulawesi vor.[6]
      - Magnolia tsiampacca (L.) Figlar & Noot.: Sie kommt in Sumatra, Borneo, Sulawesi, Molukken, Neuguinea, Bismarck-Archipel vor.[6] Mit zwei Unterarten und zwei Varietäten:
        - Magnolia tsiampacca ssp. mollis (Dandy) Figlar & Noot.: Sumatra, Borneo.[6]
        - Magnolia tsiampacca ssp. tsiampacca: Sie kommt von Sumatra bis zum Bismarck-Archipel vor.[6]
          - Magnolia tsiampacca ssp. tsiampacca var. glaberrima (Dandy) Figlar & Noot.: Neuguinea[6]
          - Magnolia tsiampacca ssp. tsiampacca var. tsiampacca: Sulawesi, Molukken (Ambon?, Buru), Neuguinea, Bismarck-Archipel[7]

      - Magnolia vrieseana (Miq.) Baill. ex Pierre (Syn.: Elmerrillia ovalis (Miq.) Dandy): Sie kommt von Sulawesi bis zu den Molukken vor.[6]

    - Untersektion Maingola (Dandy) Figlar & Noot.
      - Magnolia annamensis Dandy: Südliches Vietnam[6]
      - Magnolia carsonii Dandy ex Noot.: Sie kommt in zwei Varietäten von Thailand bis Sulawesi vor.[6]
      - Magnolia cathcartii (Hook.f. & Thomson) Noot. (Syn.: Alcimandra cathcartii (Hook.f. & Thomson) Dandy): Sie kommt von Sikkim bis Thailand, Myanmar und Vietnam vor.[6]
      - Magnolia griffithii King:Sie kommt von Assam bis zm nördlichen Myanmar vor.[6]
      - Magnolia gustavi King: Sie kommt von Assam bis zm nördlichen Thailand vor.[6]
      - Magnolia macklottii (Korth.) Dandy (Inkl. Magnolia maingayi (Korth.) Dandy): Sie kommt in zwei Varietäten im westlichen Malesien vor.[6]
      - Magnolia pealiana King: Assam[6]

    - Untersektion Aromadendron (Blume) Figlar & Noot.
      - Magnolia ashtonii Dandy ex. Noot.: Sumatra, Borneo.[6]
      - Magnolia bintuluensis (A.Agostini) Noot.: Sumatra, Borneo, Malaysia.[6]
      - Magnolia borneensis Noot.: Borneo, Philippinen.[6]
      - Magnolia elegans (Blume) Keng: Sie kommt von Thailand bis zum westlichen Java vor.[6]
      - Magnolia pahangensis Noot.: Sie kommt in Malaysia vor.[6]
- Untergattung Gynopodium (Dandy) Figlar & Noot.
  - Sektion Gynopodium Dandy: Mit fünf Arten in China und Taiwan:
    - Magnolia kachirachirai (Kanehira & Yamamoto) Dandy: Südöstliches Taiwan[6]
    - Magnolia lotungensis Chun & Tsoon: Sie kommt vom südlichen China bis Hainan vor.[6]
    - Magnolia nitida W.W.Smith: Sie kommt im nordöstlichen Myanmar, im südöstlichen Tibet und im nordwestlichen Yunnan vor.[6]
    - Magnolia omeiensis (Hu & Cheng) Dandy: Sichuan[6]
    - Magnolia yunnanensis (Hu) Noot.: Sie kommt von Guangxi und Yunnan bis Vietnam vor.[6]

  - Sektion Manglietiastrum (Y.W.Law) Noot.: Mit nur drei Arten in Asien:
    - Magnolia pleiocarpa (Dandy) Figlar & Noot.: (Syn.: Pachylarnax pleiocarpa Dandy): Assam[6]
    - Magnolia praecalva (Dandy) Figlar & Noot. (Syn.: Pachylarnax praecalva Dandy): Thailand, Vietnam, Malaysia, Sumatra.[6]
    - Magnolia sinica (Y.W.Law) Noot. (Syn.: Manglietiastrum sinicum Y.W.Law): Südöstliches Yunnan[6]

Weitere Arten ohne Zuordnung zu einer Sektion (neu beschrieben seit 2016):
- Magnolia alejandrae García-Mor. & Iamonico: Die 2017 erstbeschriebene Art kommt im mexikanischen Bundesstaat Tamaulipas vor.[6]
- Magnolia betuliensis Aguilar-Cano & Humberto Mend.: Die 2018 erstbeschriebene Art kommt in Kolumbien vor.[6]
- Magnolia chiguila F.Arroyo, Á.J.Pérez & A.Vázquez: Die 2018 erstbeschriebene Art kommt in Ecuador vor.[6]
- Magnolia kachinensis S.S.Zhou, Q.Liu & Sima: Die 2018 erstbeschriebene Art kommt in Myanmar vor.[6]
- Magnolia mashpi Á.J.Pérez, F.Arroyo & A.Vázquez: Die 2016 erstbeschriebene Art kommt in Ecuador vor.[6]
- Magnolia mercedesiarum D.A.Neill, A.Vázquez & F.Arroyo: Die 2018 erstbeschriebene Art kommt in Ecuador vor.[6]
- Magnolia mindoensis A.Vázquez, D.A.Neill & A.Dahua: Die 2017 erstbeschriebene Art kommt vom südwestlichen Kolumbien bis zum nordwestlichen Ecuador vor.[6]
- Magnolia oblongifolia (León) Palmarola (Basionym: Talauma minor var. oblongifolia León): Sie kommt im östlichen Kuba vor.[6]
- Magnolia orbiculata (Britton & P.Wilson) Palmarola (Basionym: Talauma orbiculata Britton & P.Wilson): Sie kommt im südöstlichen Kuba vor.[6]
- Magnolia resupinatifolia Aguilar-Cano & Humberto Mend.: Die 2018 erstbeschriebene Art kommt in Kolumbien vor.[6]

## Symbolische Bedeutung
Die Magnolie ist ein Nationalsymbol Nordkoreas, abgebildet meist in Form der Sommer-Magnolie.
Der amerikanische Bundesstaat Mississippi wird als „Magnolienstaat“ bezeichnet.
Die Jackson-Magnolie steht in Washington D.C.